# 2-Thiocytosine
La 2-thiocytosine est une base nucléique pyrimidique soufrée dérivée de la cytosine dont le nucléoside correspondant est la 2-thiocytidine.